# Siniotrochus phoxus
Siniotrochus phoxus is een zeekomkommer uit de familie Myriotrochidae.
De wetenschappelijke naam van de soort werd in 1971 gepubliceerd door David Pawson.